# Joschka Fischer
Joschka Fischer o Joseph Martin Fischer (Gerabronn, Baden-Wurtemberg, 12 de abril de 1948) es un político alemán del partido Alianza 90/Los Verdes. Tras una juventud contestataria, evolucionó hasta ocupar entre 1998 y 2005 los cargos de ministro Federal de Relaciones Exteriores y vicecanciller de la República Federal de Alemania durante el gobierno de Gerhard Schröder.

## Biografía
Joschka Fischer nació en Gerabronn, una localidad perteneciente entonces a Wurtemberg-Baden, como el tercer hijo del carnicero Joszef Fischer. Sus padres, como alemanes de Hungría, tuvieron que abandonar su residencia de la aldea alemana Wudigeß (en húngaro Budakeszi, un municipio cercano a la ciudad húngara de Budapest, donde la familia había vivido por varias generaciones) en 1946, después de que fue ocupada por la Unión Soviética y los alemanes étnicos fueron perseguidos y expulsados por las nuevas autoridades.[cita requerida] No terminó la educación secundaria y se unió al movimiento contestatario alemán. En 1968, se mudó a Fráncfort del Meno, uno de los centros del movimiento del 68 alemán. Allí se hizo amigo y compartió piso con Daniel Cohn-Bendit, mientras leía intensamente, completando su formación autodidacta.
Estuvo en prisión durante seis semanas acusado de "resistencia contra el Estado", luego de participar en una de las protestas contra la guerra de Vietnam en Fráncfort del Meno.En 1969, se le fotografió en una reunión de la OLP en Argelia, organización que fue terrorista hasta 1988.
En 1971 consiguió empleo en una factoría de Opel, siendo despedido después de medio año por su participación sindicalista y sus intentos de ganar a los obreros de la factoría para la "Revolución".  En 1973 se le fotografió golpeando a un policía.  En 1976 pasó a ser taxista, aunque también trabajó en otros empleos ocasionales como traductor, como dependiente en una librería y como actor secundario en dos películas. El 14 de mayo de 1976, después de participar en una manifestación por la muerte de Ulrike Meinhof que terminó con enfrentamientos violentos en los que fueron lesionados dos policías, Fischer fue detenido, aunque sólo quedó en prisión durante dos días.
Según sus propias afirmaciones, fueron los sucesos en relación con el secuestro y al asesinato del presidente de la asociación de empresarios los que le llevaron a una "pérdida de ilusiones" y a alejarse de sus ideas políticas radicales.
Ha estado casado en cinco ocasiones. El matrimonio más largo fue el primero, que duró desde 1967 a 1984, mientras que el segundo, del que nacieron sus dos hijos duró tres, de 1984 a 1987, igual que el tercero (entre 1996 y 1999) y el cuarto (de 1999 al 2003). En octubre de 2005 contrajo matrimonio con la productora de cine germanoiraní Minu Barati, de veintinueve años, que tenía un hijo de una relación anterior.

## Trayectoria política
En 1982, Fischer se unió al recién fundado partido de Los Verdes, donde junto con Daniel Cohn-Bendit impulsó un programa pragmático llamado "realista" frente a las ideas "ecofundamentalistas" de otra ala del partido. En 1983 fue elegido diputado al Parlamento alemán (Bundestag), donde formó parte del primer grupo parlamentario verde y destacó por su estilo retórico elocuente, pero también agresivo.
El 12 de diciembre de 1985, al formarse la primera coalición "rojiverde" entre Los Verdes y el Partido Socialdemócrata de Alemania (SPD) en el estado federado de Hesse, Fischer fue nombrado ministro de Medio Ambiente y Energía de Hesse. Allí, consiguió cierta fama por ser el primer ministro verde de la historia alemana y por prestar el juramento de su cargo en zapatillas de deporte.
Después de romperse la coalición rojiverde en 1987, Fischer asumió el cargo de portavoz de su grupo parlamentario en el Parlamento regional (Landtag) de Hesse. Entre 1991 y 1994 volvió a ser ministro de Medio Ambiente al reeditarse la coalición entre SPD y Verdes.
En 1994, Fischer abandonó la política hessiana al ser elegido nuevamente al Bundestag, donde se convirtió en portavoz del grupo parlamentario verde.

### Gobierno de Gerhard Schröder
Tras la victoria de SPD y Verdes en las elecciones de 1998, pactó la primera coalición rojiverde a escala federal con el SPD de Gerhard Schröder, quien fue investido canciller federal. El 27 de octubre de 1998, Fischer fue nombrado ministro federal de Relaciones Exteriores y vicecanciller federal.

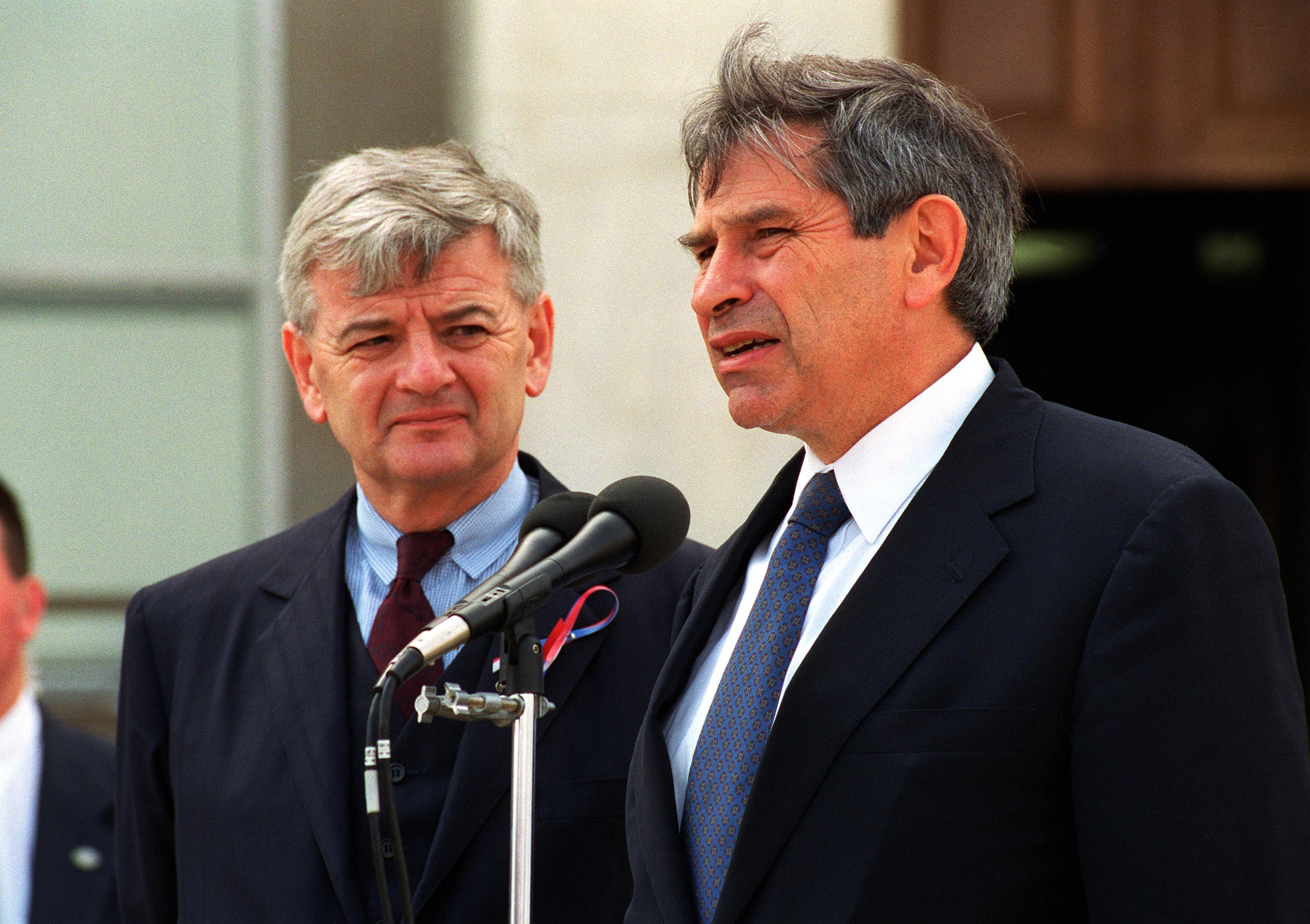
Joschka Fischer en 2001 junto al subsecretario de Defensa estadounidense Paul Wolfowitz

Como tal, Fischer defendió la participación alemana en la guerra de Kosovo en 1999, argumentando que había que evitar un genocidio contra los kosovares, trazando paralelas entre el Gobierno de Slobodan Milošević y el de nacionalsocialismo alemán. En una entrevista con el periódico Süddeutsche Zeitung afirmó: "No sólo he aprendido: nunca más la guerra. También he aprendido: Nunca más Auschwitz." Aunque esta posición le valió las críticas de una parte del movimiento pacifista, finalmente también fue adoptada por su partido.
En 2002, Fischer se posicionó en contra de los planes estadounidenses de invadir Irak. Esto aumentó la popularidad de Fischer, que durante varios años se mantuvo en el primer puesto en las encuestas de popularidad de políticos. Además, permitió a Los Verdes cosechar los mejores resultados electorales de su historia en las elecciones generales de 2002, por lo cual se renovó el Gobierno rojiverde. 
En 2005, Fischer fue el centro del llamado "asunto de los visados", al ser acusado por varios políticos conservadores de haber descuidado los controles sobre las regulaciones para la obtención de visados, lo cual habría ocasionado la entrada a Alemania de miles de inmigrantes ilegales ucranianos con identidades falsas. Un comité del Parlamento se estableció para examinar el caso donde Fischer tuvo que declarar. Sus declaraciones y las de otros altos oficiales fueron mostradas en vivo por la televisión pública alemana, una novedad en la historia parlamentaria de Alemania. En la presentación ante el comité, que duró cerca de doce horas, Fischer admitió su responsabilidad política, pero criticó la "tremenda escandalización y propaganda" de los políticos de la Unión Demócrata Cristiana de Alemania (CDU) y rechazó las exigencias de dimitir como ministro de Asuntos Exteriores. Aunque la declaración fue considerada un éxito de Fischer, el "asunto de los visados" afectó a su popularidad, que a partir de este momento ya no llegó a las alturas anteriores. Finalmente, el comité archivó el caso sin conclusiones a causa de las elecciones generales anticipadas de septiembre de 2005.
En estas elecciones, el ligero retroceso en el porcentaje de votos que sufrieron Los Verdes y las fuertes pérdidas del SPD impidieron la continuación de la coalición rojiverde. Por lo tanto, se formó una gran coalición entre el SPD y los conservadores (CDU y CSU), dejando a Los Verdes, y Fischer, fuera del Gobierno.
A continuación, Fischer explicó que, para fomentar un cambio generacional, ya no se presentaría para la portavocía del grupo parlamentario verde ni para otros cargos destacados dentro del partido.[cita requerida] El 22 de octubre de 2005, terminó su mandato como ministro de Asuntos Exteriores y vicecanciller. El 1 de septiembre de 2006, finalmente, Fischer entregó su acta de diputado y dejó la política activa.

## Después de la carrera política
Después del final de su carrera política, Fischer fue invitado por la prestigiosa Universidad de Princeton en Estados Unidos a ocupar un puesto de profesor invitado (visiting professor) en Economía Política Internacional, dando clases sobre "la diplomacia en las crisis internacionales". En 2007, Fischer fundó una empresa de asesoramiento político llamada Joschka Fischer Consulting. Además, es miembro fundacional del think tank Consejo Europeo de Relaciones Exteriores, junto con otros personajes como Martti Ahtisaari, Emma Bonino o George Soros. En octubre de 2007, Fischer publicó su autobiografía bajo el título Die rot-grünen Jahre ("Los años rojiverdes").

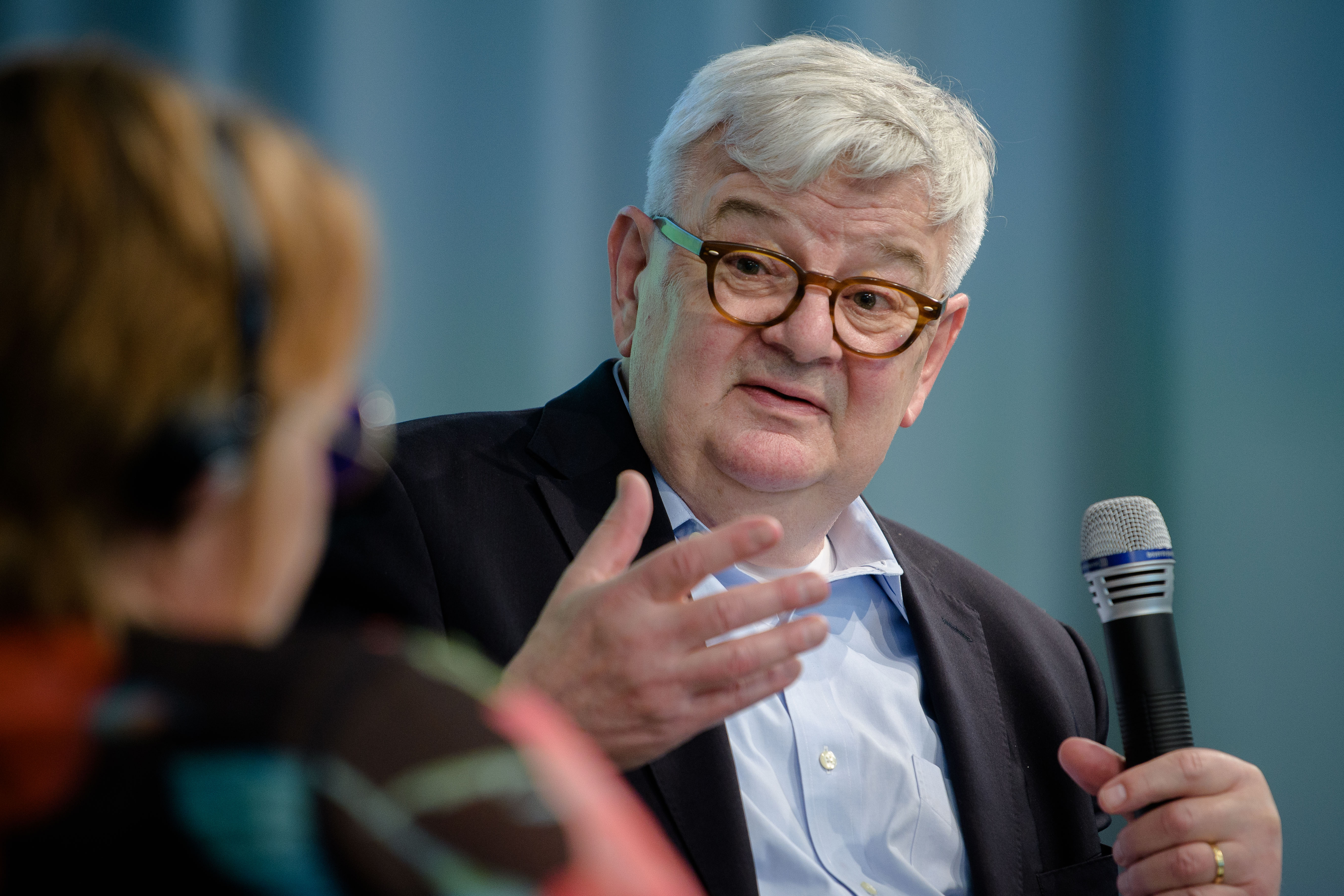
Fischer en 2018 en una conferencia de la Fundación Heinrich Böll

A veces se le consideraba "el político más popular del país" y posible sucesor de Angela Merkel como canciller, y siguió siendo popular entre los medios de comunicación alemanes, incluida la prensa de derechas. Desde que se retiró de la vida política, Fischer saca provecho en las multinacionales de la agenda de direcciones que llenó durante sus años en el poder. Su sociedad "consultora", Joschka Fischer & Co (el "Co" designa a su asociado Dietmar Huber, portavoz del grupo de los Verdes en el Bundestag de 1995 a 2004) tiene como clientes a BMW, Siemens y REWE. Además desde hace un año se ocupa de promover el proyecto de gasoducto del consorcio europeo Nabucco, especialmente entre los dirigentes de Turkmenistán, Irak y Turquía. También trabaja para The Albright Group LLC para promover el "diálogo" entre inversores y gobiernos. Se niega a declarar públicamente la cantidad de dinero que gana con su trabajo de consultor, diciendo: "Yo rindo cuentas al fisco. Como ustedes pueden ver, ésta es la ventaja de mi última transformación". Se dice que su remuneración es de millones de euros.

## Distinciones
En mayo de 2002 la Universidad de Haifa le otorgó un doctorado honoris causa. El 4 de mayo de 2004 le otorgaron el Premio Gottlieb-Duttweiler en Rüschlikon (Suiza). En mayo de 2005 obtuvo la máxima distinción del Consejo Central de los Judíos en Alemania (Zentralrat der Juden in Deutschland), el premio Leo Baeck, por sus servicios como intermediario en el conflicto entre palestinos e israelíes del Cercano Oriente. El 20 de mayo de 2006 fue distinguido con el doctorado honoris causa de la Universidad de Tel Aviv.

## Ensayos
- El retorno de la historia (2006). ISBN 84-670-2133-0.
- Risiko Deutschland
- Für einen neuen Gesellschaftsvertrag